# Smedhus
Smedhus este o localitate din comuna Rygge, provincia Østfold, Norvegia, cu o suprafață de  km² și o populație de  locuitori (2013).